# 방상훈
방상훈(方相勳, 1948년 2월 6일~)은 대한민국의 기업인, 언론인이다. 조선일보 대표이사 회장이다.

## 학력
- ~1966년 경복고등학교
- ~1972년 오하이오 대학교 경영학 학사
- ~1988년 연세대학교 언론홍보대학원 행정학 석사
- ~2001년 오하이오 대학교 매스커뮤니케이션학 명예박사

## 주요 경력
- 1970년 9월 조선일보 외신부
- 1971년 5월~1972년 조선일보 주미특파원
- 1972년 6월~1973년 조선일보 기획관리실 실장
- 1973년 2월~1975년 조선일보 이사
- 1974년 9월~1984년 조선일보 상무이사
- 1984년 8월~1988년 조선일보 대표이사 전무
- 1988년 3월~1993년 3월 조선일보 대표이사 부사장
- 1989년~2006년 6월 조선일보 발행인, 인쇄인
- 2011년 1월~(주)조선방송 이사회 의장
- 2024년 3월 ~ 조선일보  회장

## 가계
조선일보 회장을 역임한 방일영의 아들로 아버지의 뒤를 이어 조선일보를 이끌고 있다. 대한제국 시기의 정치인 윤치호(尹致昊)의 증손녀이자 윤영선의 손녀인 윤순명과 결혼하여 준오, 정오 두 아들을 두었다. 장남 방준오는 허광수 삼양인터내셔널 회장의 장녀이자 허서홍의 누나와 동명이인인 허유정과 결혼했고, 조선일보 이사대우로 재직 중이다. 차남 방정오는 수원대학교 이사장인 이인수 총장의 장녀 이주연과 결혼했고, TV조선 마케팅실 실장으로 재직하다가 딸의 갑질논란으로 사임했다.
- 생증조부: 방응곤(方應坤, 방응모의 형)
- 양증조부: 방응모(方應謨, 1883년~1950년)
  - 조부: 방재윤(方在允, 1902년~1940년)
  - 조모: 이성춘(李成春)
    - 부: 방일영(方一榮, 1923년~2003년)
    - 모: 박현숙(朴賢淑, 1926년~1986년 밀양 박씨)
      - 동생: 방용훈(方容勳, 1952년~2021년 , 전 코리아나 호텔 사장)
- 배우자: 윤순명(윤영구의 장녀)
  - 장남: 방준오(方俊吾, 1974년~)
  - 차남: 방정오(方政吾, 1978년~)
- 숙부: 방우영(方又榮, 1928년~2016년)
  - 사촌: 방성훈(方聖勳, 1973년~)

## 사건

### 조세 포탈
2002년 조세포탈과 횡령혐의로 기소된 조선일보 방상훈 회장에 대해 검찰이 징역 7년에 벌금 120억원을 구형했다. 방상훈 회장은 증여세와 법인세 등 62억원을 포탈하고 회사공금 45억원을 횡령한 혐의로 작년 8월 구속됐다가 보석으로 풀려나 재판을 받아왔다. 2006년 6월 29일 조선일보사 주식 6만 5천 주를 명의신탁 형태로 아들에게 물려주는 방식으로 23억 5천만 원의 증여세를 포탈하고, 회사돈 25억 7천만 원을 사주 일가 명의로 조광출판이나 스포츠조선 등의 계열사 증자 대금으로 사용한 혐의로 기소되었다. 대법원은 조세를 포탈하고 회삿돈을 빼돌린 혐의로 기소된 조선일보 방 회장에 대해 징역 3년에 집행유예 4년, 벌금 25억원을 선고하였다. 방 회장은 구속된 지 3개월 후에 보석으로 풀려났으며 2008년 8월 15일 이명박 대통령에 의하여 특별사면되었다..

### 허위 사실 명예훼손
방상훈 조선일보 회장과 관련된 2009년 3월 스스로 목숨을 끊은 배우 고(故) 장자연씨 사건과 관련, 조선일보사가 '특정 임원이 이 사건에 연루된 것처럼 발언·보도해 명예를 훼손했다'며 언론사와 정치인 등을 상대로 낸 소송에서 1심에 이어 항소심에서도 모두 패소했다.다만 법원은 '조선일보 방상훈 회장이 장씨로부터 부적절한 접대를 받았다'는 의혹이 허위 사실이라는 점을 인정했다. 서울 고등법원 민사 13부(문용선 부장판사)는 8일 조선일보사와 방상훈 회장이 KBS, MBC, 김성균 언론소비자주권국민캠페인 대표 등을 상대로 낸 손해배상 청구소송 3건의 항소심에서 원심과 같이 원고 패소 판결했다. 재판부는 "피고들은 공익성, 상당성 등 위법성 조각 요건을 갖췄다"며 "일부 허위 사실을 적시했더라도 손해배상 책임이 없다"고 판시했다. 대법원 판례에 따르면 민사상 다른 사람의 명예를 훼손했더라도 그 행위가 공공의 이해에 관한 사항이고, 중요한 부분이 진실이거나 진실이라고 믿을 만한 상당한 이유가 있을 경우 위법성을 인정하지 않는다.재판부는 그러나 판결 이유를 설명하면서 사건의 중심이 된 피고들의 발언, 보도, 성명, 집회 등 핵심 내용은 사실이 아닌 것으로 판단했다고 밝혔다.재판부는 "조선일보 방 회장이 장씨로부터 술접대와 성상납을 받았다는 의혹이 허위 사실이라는 것을 입증할 책임은 원고 측에 있다"며 "심리한 결과 이를 허위 사실로 판단했다"고 말했다.재판부는 이어 이종걸 민주통합당 의원과 이정희 통합진보당 대표를 상대로 낸 소송의 항소심에서는 "(단정적인 표현을 사용하지 않았고 의견을 말했을 뿐) 허위 사실을 적시했다고 보이지 않는다"며 항소를 기각했다.

### 아시안 콘퍼런스 주최
박근혜 대통령이 2014년 3월 3일 조선일보가 주최하는 제5회 아시안 콘퍼런스에 참석해 “존경하는 방상훈 사장님(현 회장)과 내외귀빈 여러분, 반갑습니다”라며 축사를 건넸다. 박근혜 대통령이 취임 이후 언론사 사주를 향해 ‘존경하는’이라는 표현을 쓴 것이 이례적이어서 언론계에 회자되고 있다. 박 대통령은 이날 ‘하나의 한국, 더 나은 아시아’를 주제로 열린 아시안콘퍼런스 축사에서 제일 먼저 방상훈 회장을 언급하며 “존경하는 방상훈 사장님(現 회장)”이란 표현을 썼다. 뒤이어 부시 전 미국 대통령과 하토야마 전 일본 총리, 고촉통 전 싱가포르 총리, 길라드 전 호주 총리, 드 메지에르 전 동독 총리 등 인사들을 소개하며 인사말을 건넸다.
방상훈 회장은 아시안리더십콘퍼런스 개회사에서 "지난 69년 동안 우리는 매일 전쟁을 걱정해 왔지만, 이제는 분단을 종식해야 할 때"라고 말했다. 방 사장은 "통일이야말로 세계경제를 이끌 마지막 견인차"라고 했다. 이어 "평화로운 통일은 동북아 경제의 대박이고 가장 강력한 성장 동력이 되어줄 것"이라고 했다. 방 사장은 "가까운 미래에 한국·중국·일본·러시아 그리고 미국과 같은 국가들이 모여 평화로운 번영을 누리고, 서울에서 출발해 유라시아 대륙을 넘어 네덜란드 로테르담에 닿는 대륙횡단철도가 이어진다고 상상해 보라"며 "그날이 오면 보고, 듣고, 말하지 못하는 북한 주민들에게도 인간적인 삶의 환경을 제공할 수 있을 것"이라고 했다. 방 사장은 "이번 회의가 한반도 통일에 다가가는 현실적 해법을 제시할 수 있기를 바란다"고 말했다.

### 기자협회 회장단 간담회
방상훈 사장은 2014년 4월 10일 한국기자협회 회장단과의 만찬 간담회에서  MBC, YTN 등 해직기자 문제에 대해 “한창 일할 나이의 기자들이 마음껏 취재하고 기사를 쓰지 못하고 있는 것에 대해 항상 가슴 아프게 생각하고 있다”고 말했다. 대한민국 최대 일간지인 조선일보 사장이 언론계 크나큰 이슈인 해직기자 문제를 공개적으로 언급한 것은 그간 조선일보 보도 행태와 사뭇 달라 이례적이다.출처 : 미디어오늘(http://www.mediatoday.co.kr). 방 사장은 조선일보 신년기획 ‘통일이 미래다’시리즈에 대해 “조선일보의 뿌리는 이북에 있다고도 할 수 있다”며 “그렇다보니 북한 동포에 대한 진정한 애정과 통일에 대한 관심을 남보다 더 오래전부터 가져왔다”고 밝혔다. 방 사장은 언론인공제회 설립 취지와 역할에 대해서도 적극적인 지지 의사를 밝혔다. 그는 “언론인공제회가 우리나라 언론인들의 사기와 자긍심을 높여, 더 가치 있는 언론 활동을 북돋을 것으로 기대한다”며 “전 세계 미디어 산업이 어렵다고 한다. 하지만 이런 와중에도 가장 훌륭한 콘텐츠를 생산해 내는 것은 신문”이라며 “지구상에 마지막 단 한 명이라도 기자가 남아있는 한 신문은 건재할 것이다”라고 덧붙였다.